# 阿達梅洛-普雷薩內拉阿爾卑斯山脈

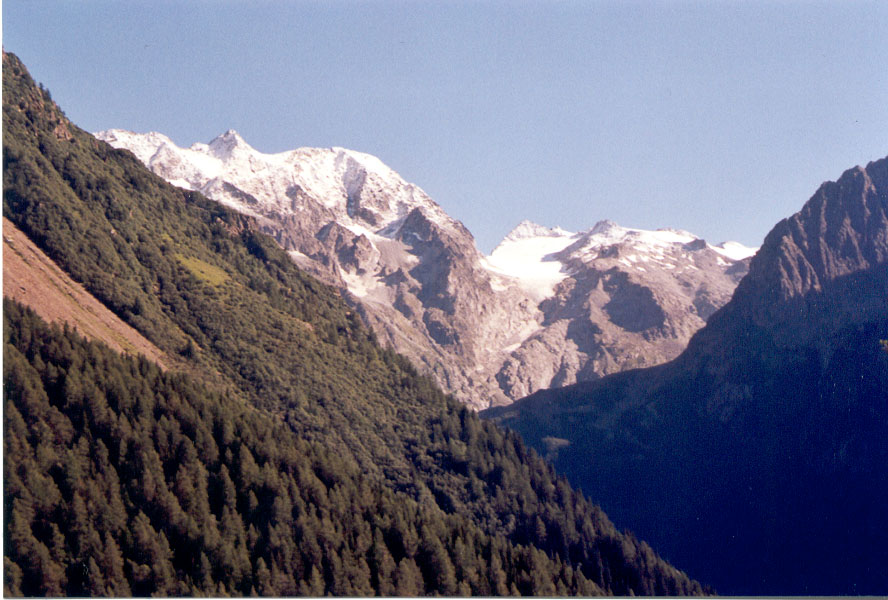

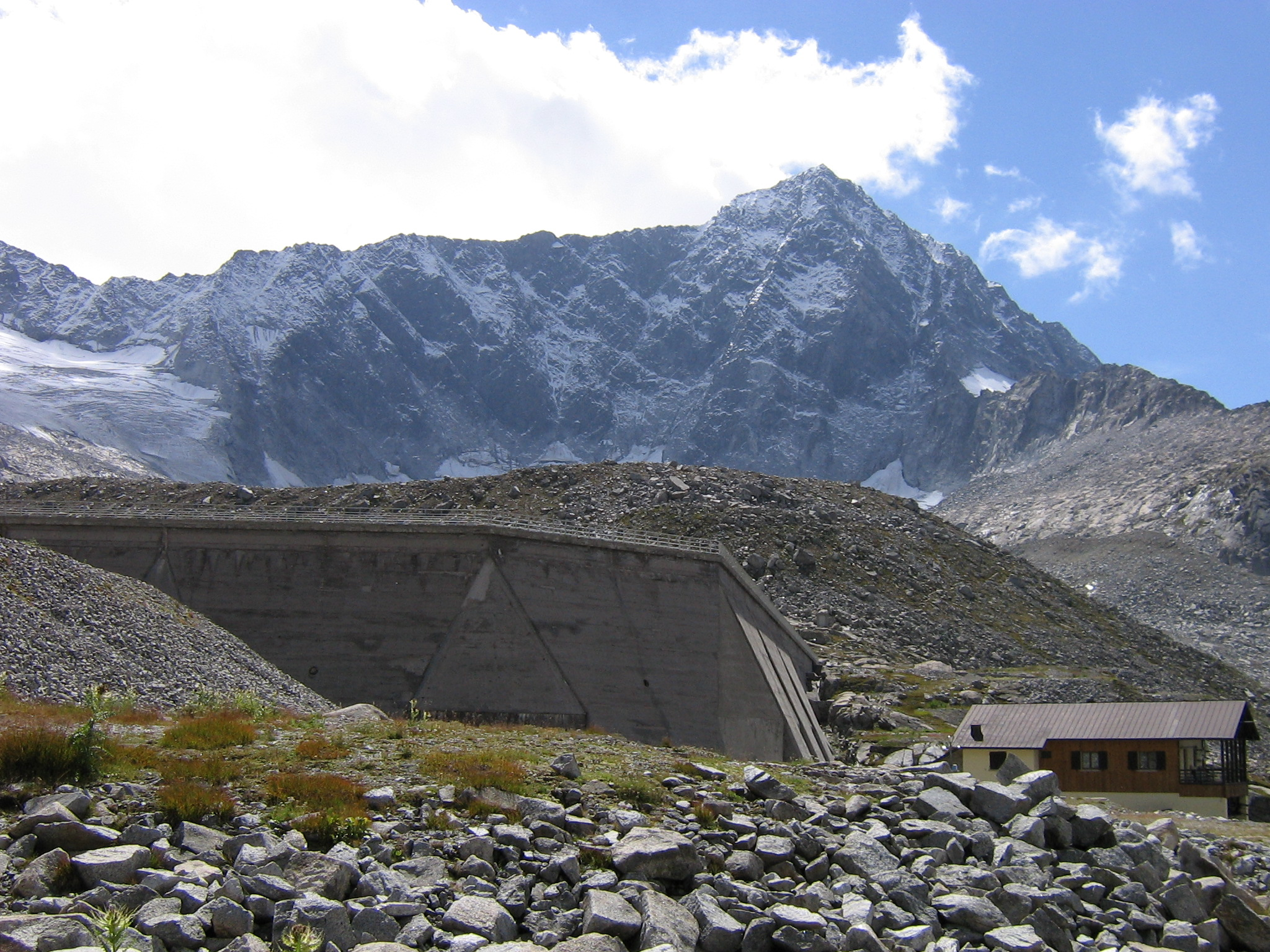

阿達梅洛-普雷薩內拉阿爾卑斯山脈（義大利語：Alpi dell'Adamello e della Presanella）是意大利的山脈，是南石灰岩山脉的一部分，橫跨特倫托自治省和布雷西亞省，最高點海拔高度3,558米。

## 山峰
- 上洛比亞山